# Protopterus aethiopicus
El pez pulmonado de mármol (Protopterus aethiopicus) es un pez pulmonado de la familia protopteridae. También conocido como pez leopardo, se encuentra en África. Con 133 mil millones de pares de bases, tiene el genoma más grande conocido de todos los vertebrados y uno de los genomas más grandes de todos los  organismos  de la Tierra, junto con Polychaos dubium y Paris japonica con 670 mil millones y 150 mil millones, respectivamente.

## Descripción
El pez pulmonado de mármol es liso, alargado y cilíndrico con escamas profundamente incrustadas. La cola es muy larga y tiene un extremo al final. Pueden alcanzar una longitud de hasta 2 m. Las aletas pectorales y pélvicas también son muy largas y delgadas, casi como espaguetis, utilizadas para deslizarse por el agua. Las crías recién nacidas tienen branquias externas muy similares a las de los tritones. Después de dos o tres meses, los jóvenes se metamorfosean en la forma adulta, perdiendo sus branquias externas por aberturas branquiales. Estos peces tienen un color de fondo de color gris amarillento o rosado con manchas oscuras de color gris pizarra, creando un efecto de marmoleado o leopardo sobre sus cuerpos y aletas. El patrón de color es más oscuro en la parte superior y más claro abajo.

## Distribución
Protopterus aethiopicus se encuentra en los países africanos de Tanzania, Etiopía, la República Democrática de Congo, Kenia, Uganda, y el Sudán. Específicamente, vive en el Nilo y en lagos como Alberto, Eduardo, Tanganica, Victoria, Nabugabo, No, y Kyoga.| Las diferentes subespecies se encuentran en áreas diferentes: P. a. aethiopicus vive en el Nilo y lagos Victoria y Tanganica, P. a. congicus en el Congo medio y superior, y P. a. mesmaekersi en el bajo Congo.

## Hábitat
El pez pulmonado de mármol adulto vive en pantanos, lechos de ríos, llanuras de inundación y deltas de ríos en toda su área de distribución. Los miembros juveniles de la especie a menudo viven entre las raíces de las plantas de papiro. A pesar de ser acuático, el pulmón adulto veteado puede vivir en cauces de ríos y otras áreas que no llueve durante partes del año debido a su capacidad para estivarse o excavarse en el suelo para formar una burbuja de aire y respirar por un agujero en el capullo así formado.

## Reproducción
La reproducción generalmente se produce durante la temporada de inundaciones, durante la cual los machos preparan un nido de pozo. Una o más hembras pueden usar el mismo nido de pozo, en el que depositan sus huevos. La hembra deja el nido y el macho protege el nido del ataque durante las próximas 8 semanas; además, regularmente llena el nido con aire para asegurar que los huevos recién puestos sobrevivan. 

## Dieta
La dieta de los adultos consiste en gran parte de moluscos, como Mutela bourguignati. También comen pequeños peces e insectos a veces; La dieta de los jóvenes se compone casi exclusivamente de insectos.